# Юбка

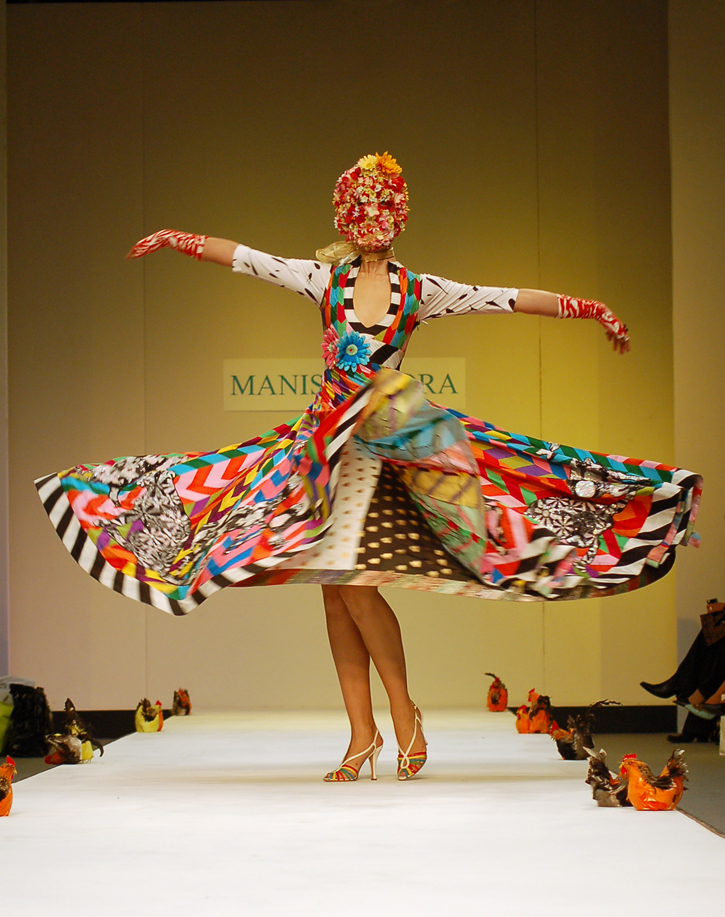
Маниш Арора. Коллекция «Весна 2007». Полная юбка

Ю́бка (от фр. jupe, что от араб. جبة‎ — «джубба» — нижнее платье из хлопчатобумажной ткани) — предмет как женской, так и мужской поясной одежды, покрывающий нижнюю часть тела и эволюционировавший из набедренной повязки. Юбкой также называют нижнюю часть платья от талии до подола. Платье кроп-топ состоит из двух отделённых друг от друга частей: топа и юбки. В некоторых видах мужской одежды (армяк, поддёвка и др.) юбкой называют нижнюю часть от пояса до подола. 
С течением времени форма и тип поясной одежды изменялись в зависимости от климатических условий, местности, занятий человека в данном регионе: в тропических широтах были распространены набедренная повязка и передник, в Южной и Юго-Восточной Азии — несшитая: саронг и дхоти (последняя характерна только для мужского костюма); в одежде народов Европы, которая бытовала в некоторых местностях до начала XX века, одной из основных частей женского костюма была широкая юбка — одна или несколько, надеваемых друг на друга. В Восточной Европе долгое время женщины носили несшитую юбку из двух кусков ткани или двух передников.
Юбка часто противопоставляется различным видам брюк на основании того, что она не закрывает промежности. В то же время существует юбка-брюки, представляющая собой собственно брюки с широкими штанинами. Изменение длины, пропорций и формы юбки оказывает значительное воздействие на модный костюм в целом. Объёмно-силуэтная форма юбки — обычно производное от одного из трёх видов поверхности геометрических фигур — цилиндра, конуса или шара. В современном костюме юбка может быть разной длины: до пола, до колена, ниже колена и т. д., и иметь разный крой: юбка-солнце, юбка-карандаш и т. д.

## История
Юбки были известны уже на заре человечества и носились как женщинами, так и мужчинами.

### Древний мир
В южных краях мужчины носили набедренные повязки (чтобы прикрыть свой половой орган), юбки и передники из пальмовых листьев. Основной одеждой древних египтян был передник схенти, состоявший из полосы ткани, обёрнутой вокруг бёдер и укреплённой на талии шнурком. Схенти простолюдинов и фараонов различалась лишь качеством ткани, их фасон оставался неизменным. В эпоху Древнего и Среднего царств египетский женский костюм состоял из плотно облегающего фигуру одеяния, разделяющегося на юбку и подобие жилета. Ткань, судя по сохранившимся скульптурным и живописным изображениям, пластично облегала женскую фигуру, некоторые исследователи выдвигают предположение, что это было вязаное полотно. Женская юбка имела длину до половины икры и высокий пояс. В костюме фараонов поверх схенти дополнительно надевался передник из плиссированной ткани. В эпоху Среднего царства схенти удлиняется, в таком варианте в выгодном свете представляются пластические свойства ткани. Позднее, в эпоху Нового царства, фараоны и высшая знать носили длинные рубашки-калазирисы из прозрачной ткани, до этого бывшие принадлежностью женского костюма. Поверх калазириса надевался драпированный схенти или комбинация из двух схенти — из прозрачной и обычной тканей. Передняя часть юбки видоизменяется, принимая форму колокола или стилизованного цветка лотоса.
Самый древний тип мужской одежды — каунакес — одежда из меха или его имитации посредством длинных полос ткани, известен по шумерским памятникам. Впоследствии одежда типа каунакеса долгое время сохранялась в качестве ритуальной. Сохранились изображения шумерских богинь (III тысячелетие до н. э.) также в меховых юбках. Ассирийцы носили рубашку-юбку канди с поясом. Она могла быть из шерсти, хлопка или льна. Канди ассиро-вавилонского царя шилось из ткани из белой шерсти ягнят. По длине этого вида одежды можно было определить степень знатности его обладателя — чем длиннее было канди, тем выше на социальной лестнице стоял его обладатель. Подолы канди придворных обшивались бахромой, выкрашенной пурпуром.
Среди многочисленных вариантов женской одежды Крита и Микен были и юбки, часто украшенные поперечными полосами, иногда составленные из отдельных клиньев или полностью состоящие из оборок. На саркофаге из Агии-Триады (1450—1400 г. до н. э., Ираклион, Археологический музей) изображена женщина в лифе и юбке из меха — древней ритуальной одежде. Покрой крито-микенской одежды по неизвестным причинам был полностью утрачен и не оказал никакого влияния на позднейший греческий костюм. В Древней Греции в эпоху архаики набедренная повязка у мужчин ещё сохранялась, в женском костюме, разделённом на две части — верхнюю и нижнюю, присутствовала прямая несшитая юбка (подобная плахте), однако основными типами одежды в доклассический период стали гиматий, хитон и пеплос. В Древнем Риме этой части костюма не существовало, женщины носили хитон, тунику, плащ.
В женском этрусском костюме, довольно разнообразном и иногда имевшем сложный крой, также встречалось деление одежды на лиф с рукавами и юбку. Влияние на него оказал крито-микенский стиль. Так на фреске «могилы Франсуа» (середина V в. до н. э.) представлена женщина в лифе из однотонной ткани и юбке широкого кроя из ткани с рисунком. Завершает её наряд небольшая безрукавка. Иногда, возможно это был повседневный костюм, юбка с широким поясом дополнялась накидкой.
Женщины скифов наряду с длинными сорочками под пояс, поверх которых надевались халаты, носили также кофты и юбки широкого кроя, заложенные складками. Этот лёгкий костюм известен по изображениям танцовщиц, обнаруженным в курганах Большая Близница и Павловский и датируемым IV в. до н. э.

### Средние века
Женский костюм романского периода был многослойным — на нижнее платье с узкими рукавами, подобное рубашке, надевалось верхнее, также имеющее рубашкообразный крой, но с широким рукавом. Платье разделялось отделочной каймой на «блоки»: рукава, лиф и юбку, причём лиф и юбка могли делиться ещё на несколько частей. К XII веку крой изменяется: платье сшивается из отдельных частей и более тесно прилегает к фигуре. Пример сложного кроя нижней части женской одежды можно видеть на росписи в часовне замка Хохеппан (Больцано), датируемой 1130 годом. Здесь представлены девушки-аристократки в платьях с юбками, в которые вшиты вставки из ткани. Полукруглые куски ткани или клинья в виде треугольника с усечённой вершиной по бокам юбки образовали нечто вроде струящихся фалд.
Костюм позднего Средневековья принимает более рафинированные формы. С XIV века поверх женской котт (подобной современному платью) надевалось сюрко (часто не имевшее рукавов). Покрой сюрко соответствовал покрою котт, которая в XIII веке имела прямой силуэт, а с течением времени её юбка расширялась клинообразными вставками из ткани, имевшими длину от уровня выше талии до подола. Французское королевское сюрко с юбкой из полного круга с верхом, подшитым к широкой бейке, можно видеть на статуе Изабеллы Баварской из Дворца Правосудия в Пуатье (1390).
Крестьянки и горожанки в эпоху позднего Средневековья носили цельнокроеные котт и сюрко, при этом верх одежды был облегающим. На алтаре «Рождество Девы Марии» (Кёльн. Старая Пинакотека) представлены женщины в одежде среднего класса — немецких бюргеров. Поверх белой тонкой рубашки надеты котт (или юбка) на подкладке и сюрко. Здесь можно увидеть два варианта сюрко как отрезное по талии, так и цельнокроеное. Поднятый подол сюрко у крайней справа женщины открывает юбку котт из простой ткани с нижней частью, подшитой широкой полосой дорогой материи.
В течение XV—XVI веков сформировался новый принцип кроя одежды, и юбка была отделена от лифа, таким образом появилась возможность более широкого варьирования женской одежды. Одним из элементов формирования модного силуэта стало изменение формы, длины, ширины юбки. В женском костюме многих народов Европы лиф поверх рубашки в сочетании с не очень длинной широкой юбкой сохранялся до конца XIX века. В начале XIV века из удлинённого заднего полотнища юбки формируется шлейф, деталь, делающая фигуру стройней в соответствии с требованиями готической эстетики, а по́лы верхнего платья достигают земли. На миниатюре «Апрель» из Великолепного часослова герцога Беррийского представлена ещё одна вариация платья со шлейфом: «мантия новобрачной» это одежда с облегающим верхом, широкая внизу, её спинка выкроена вместе со шлейфом. Под «мантией новобрачной» надеты котт и сюрко. Фаворитка французского короля Карла VII Агнесса Сорель поражала придворных тем, что «носила шлейфы, на целую треть превосходившие по длине шлейфы принцесс этого [французского] королевского дома». Шлейфы были известны и в более раннюю эпоху. Как одна из эксцентрических деталей костюма, которая к тому же вела к его удорожанию, эта деталь платья была предметом критики блюстителей нравов, однако она продержалась в моде достаточно долго. Ещё в Винчестерской псалтыри (ок. 1150) дьявол, искушающий Иисуса Христа, изображён в женском платье с длинными рукавами и шлейфом, завязанными узлами, что символизирует излишества и высокомерие. Через много лет, в 1303 году, каноник ордена гильбертинцев Робер де Брюнн утверждал, что под длинным платьем прячутся черти. Из повседневного костюма шлейф исчез в начале XVI века, надолго оставшись частью лишь церемониального и придворного костюма. Так, Екатерина II на свою коронацию надела платье со шлейфом длиной в 70 и шириной в 7 м.
Испанский женский костюм с середины XV века постепенно сменил свою пластичную форму на более жёсткий силуэт. Нижняя юбка, получившая название «вердугадо» или «вердугос», стала укрепляться вшитыми металлическими обручами (исп. verdugos), верхняя же, имевшая колоколообразную форму, целиком повторяла контуры вердугадо. По преданию такую юбку придумала для себя Хуана Португальская в 1468 году якобы для того, чтобы скрыть свою беременность. Этот вид кринолина получил распространение только в аристократической среде. Подобные платья можно видеть на алтарном образе «Усекновение головы Иоанна Предтечи», где Саломея и женщины из свиты одеты в вердугадо, однако в данном случае обручи нашиты снаружи верхней юбки и обтянуты тканью. В конце XVI века произошло изменение пропорций костюма, вердугадо расширилось снизу. Во Франции от этого испанского названия кринолина возникло слово vertugadin (искажённое «vertu guardant» — «страж целомудрия»), так как расклёшенная юбка, натянутая на жёсткий каркас, делала из женщины «неприступную крепость». Одежда простых женщин продолжала сохранять более мягкий силуэт испанского костюма середины XV века; юбка была либо присборена по талии, либо заложена круговыми складками. Такие юбки широкого кроя с фартуком можно увидеть у крестьян на картинах Брейгеля.

### Возрождение
В Италии в XV веке было распространено женское платье с узким небольшим по высоте лифом и отрезной юбкой, заложенной мягкими складками — так называемая гамурра. На протяжении всего столетия силуэт гамурры видоизменялся, оставаясь в то же время в разных вариантах одеждой как аристократок, так и простолюдинок. В начале XVI века женский костюм стал более пышным, вместе с объёмными рукавами увеличивается и юбка, однако юбка в сборку всё ещё сохраняла свою мягкую форму, особенно это показательно у низших слоёв общества, одежда которых шилась из более дешёвых тканей. Исключительно декоративным был костюм женщин Венецианской республики, по мнению исследователей большое влияние на него оказал испанский костюм. Тем не менее, одежда венецианок была более свободной — корсет не сдавливал фигуру, верхняя юбка не натягивалась на каркас, а поддерживалась нижними юбками.
Во Франции до первого десятилетия XVI века сохранялся силуэт платья умеренного объёма, сменивший экстравагантную готическую моду. Костюм аристократии испытал вначале влияние итальянское, став более пышным, а потом и испанское, переняв у своих соседей вердугадо. Испанский кринолин претерпел изменения, получив форму усечённого конуса и гораздо более широкий низ. На кринолин надевалась котт (соответствует современному платью), а поверх неё — роб (ещё одно платье, с расходящейся спереди распашной юбкой, позволяющей видеть ткань котт). Роб и котт всегда выполнялись из тканей с отличающимися цветами и различной фактурой. Наиболее популярен был контраст между гладкокрашеной тканью роб и узорной котт. Интересный симбиоз французских и испанских влияний представлен на портрете королевы Елизаветы Австрийской из замка Нелагозевес: юбка роб круглая на каркасе, не распашная, более узкая, чем французские юбки этого периода. Декоративный жгут поднимающийся с юбки по лифу и замыкающийся над плечами королевы, не имеет никакого конструктивного значения — это уже влияние английской моды. С 1580-х годов костюм высших слоёв общества становится более громоздким, достигнув максимального увеличения объёмов всех своих частей во времена Марии Медичи. Под юбкой на уровне бёдер располагается огромный каркас-тамбурин — валик, который закрывался складками баски. Фигура женщины была спрятана под футляром из ткани на каркасе, её пропорции искажались.
В Англии юбка котт поддерживалась клееным полотном, поверх котт надевался гаун — парадная одежда с расходящимися по́лами. Каркас, пришедший из Испании, по сообщению Эдварда Холла, можно было увидеть на придворном маскараде в 1519 году. В придворный обиход, судя по сохранившимся источникам, каркасы для юбок вошли в 1540-х годах. Моралисты критиковали обручи, которые по выражению Роберта Кроули делали «задницу похожей на бочку» и заставляли модниц приобретать огромное количество проволоки. Как и шлейф, юбки на каркасе объявлялись пристанищем дьявола. 
В конце XVI века появляются фарзингейлы — плоские и очень широкие каркасы без передней части, позволяющие опустить далеко вниз мыс лифа, линия талии располагалась на уровне бёдер. Избыток ткани юбки (она кроилась равной длины по всему периметру) закладывался в поперечные складки и закреплялся мысом лифа, их расположение фиксировалось специальными прокладками, подшитыми к чехлу. Фарзингейл искажал реальные пропорции человеческой фигуры, создавая неестественный и непропорциональный силуэт (в частности, талия казалась чрезмерно тонкой, а ноги — чересчур короткими). Фарзингейл можно видеть на портрете королевы Елизаветы I. Носить его могли только придворные дамы во время официальных церемоний. Некоторое время спустя после смерти королевы (1603) фарзингейл при британском дворе вышел из моды. Точнее, произошло это со смертью королевы Анны Датской (1619), очень любившей этот фасон и не отказавшейся от него даже после курьёза, произошедшего на одном из дворцовых маскарадов, когда несколько человек застряли в дверном проёме из-за широких дамских юбок.
В костюме горожанок в первой половине XVI века сохранялись готические тенденции: он был трёхслойным — под платье на подкладке надевалась котт, отличающаяся от него по цвету, под котт — ещё одна, нижняя одежда. При этом все три одежды были видны. На рисунке Гольбейна на плечи девушки наброшены лямки, к которым пристёгивается юбка верхнего платья, открывая котт и нижнюю юбку. К концу века богатые представительницы сословия горожан переняли костюм аристократии. Однако фарзингейл не вошёл в повседневную моду, вместо этого под юбку в области бёдер подкладывали валик, силуэт же оставался мягким и пластичным.

### Барокко
В начале XVII века европейский костюм избавился от испанского влияния, продолжавшегося около 50 лет, а с середины века главные направления в моде стала задавать Франция. В течение всего столетия форма юбки кардинально менялась. В его первые годы дамы ещё носили под платьем каркас «кор-а-болейн» и «вертюгаль». Костюм состоял из трёх частей: «кор-де-котт» — лиф с длинными широкими рукавами и широкой баской, которая лежала на верхней части юбки (вертюгале) «котт». Сверху надевалась распашная одежда «роб». Позднее юбка лишилась обручей, хотя каркас сохранялся, и приобрела более мягкий силуэт. На карикатуре Й. ван дер Вельде изображены кавалер и дама в модной одежде: жесткость валика в верхней части юбки позволила женщине использовать его как полку, положив на него муфту (1615). 
В 1620—1630-х годах вертюгаль уже вышла из употребления везде, кроме Испании, котт опиралась лишь на валик, который располагался высоко и с наклоном, и удерживалась поясом с тесёмками, под котт носили нижние юбки. Крой одежды усложнялся, материалы использовались более лёгкие, подчёркивающие естественные линии фигуры человека, юбка стала гладкой, ниспадающей. Под юбку надевали калесоны, которые стали известны благодаря королеве Екатерине Медичи, ездившей в них верхом. В 1640-х годах при завышенной талии юбка уже была уменьшенного объёма, заднее полотнище её удлинилось, образовав небольшой шлейф.

### Рококо
К концу XVII века юбки снова укрепились металлическими обручами, верхняя юбка получила подрезы, драпировки на боках, её подкладка и нижние юбки стали видны. Верхняя юбка часто завершалась шлейфом, шилась из более тяжёлой ткани, а вся конструкция держалась на китовом усе. Во время Регентства (1715—1723) линии одежды опять стали более непринуждёнными: объём юбки уменьшается, однако через несколько лет каркас возвратился.  Он состоял из металлических прутьев, обтянутых тканью и был очень широким. 
В эпоху рококо стали уделять больше внимания украшению нижнего белья — нижняя юбка стала не только функциональной частью одежды: так как она была видна при ходьбе, то сделалась и важным декоративным элементом, и орудием кокетства. Модный силуэт строился на контрасте верхней и нижней частей костюма: узкого лифа и широкой юбки, ставшей во второй половине XVIII века овальной в поперечном сечении. Такая конструкция делала акцент на талии, и женщина любого телосложения выглядела хрупкой, платье напоминало повёрнутый чашечкой вниз цветок, создавалось впечатление лёгкости. Новые каркасы для юбок — панье достигли невероятных размеров — женщина в панье могла пройти в некоторые дверные проёмы только боком. Несколько позднее был изобретён складной каркас, который облегчал передвижение в юбке-панье. В 1770-х годах появляется юбка полонез — длинная и широкая, цельнокроеная с лифом, её подол подбирался сзади и на боках так, что открывал нижнюю юбку. Женщины из простонародья носили юбку на облегчённой версии каркаса, завершавшемся на уровне колен.

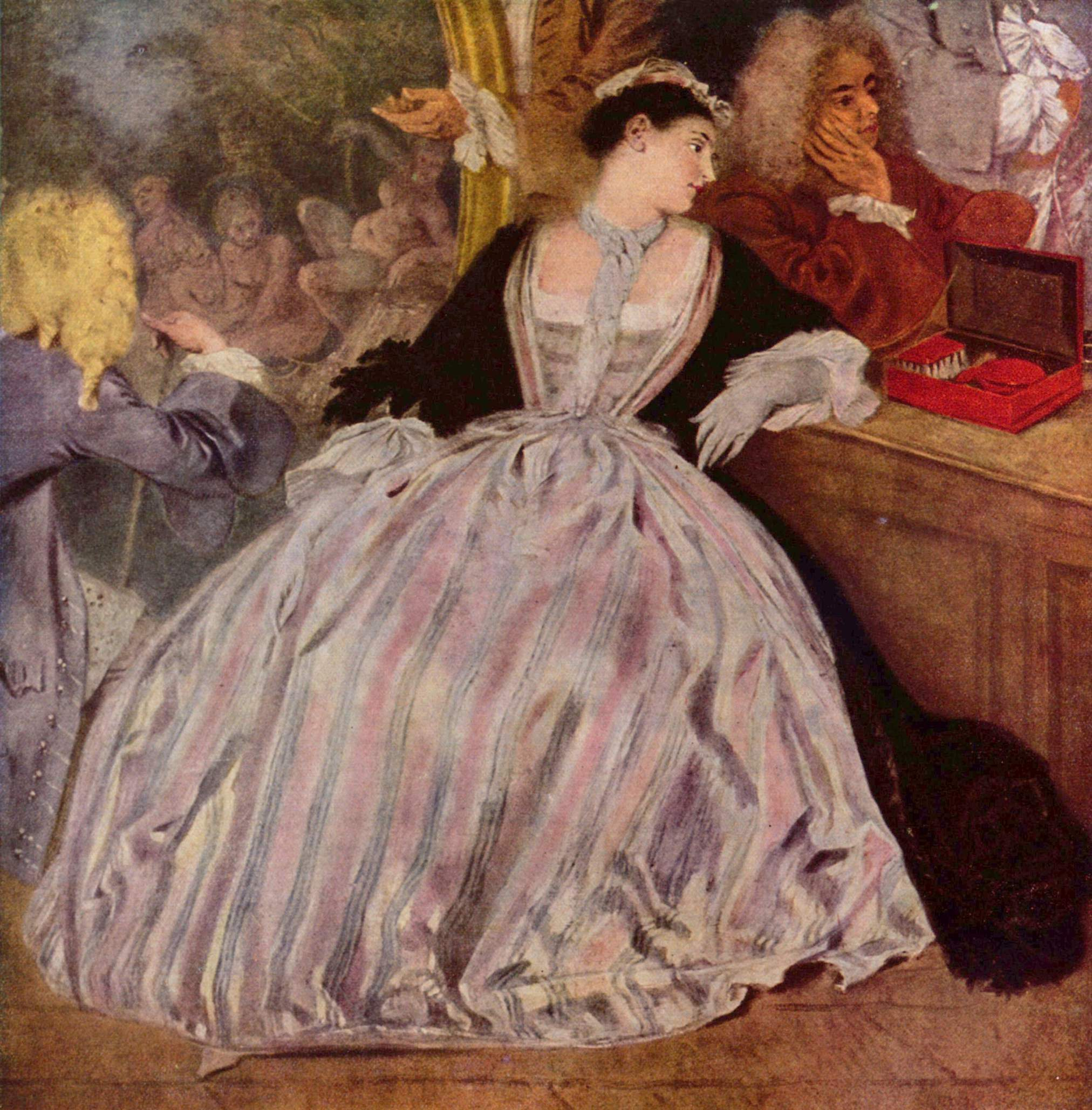
Антуан Ватто. «Вывеска лавки Жерсена». 1720—1721 гг.
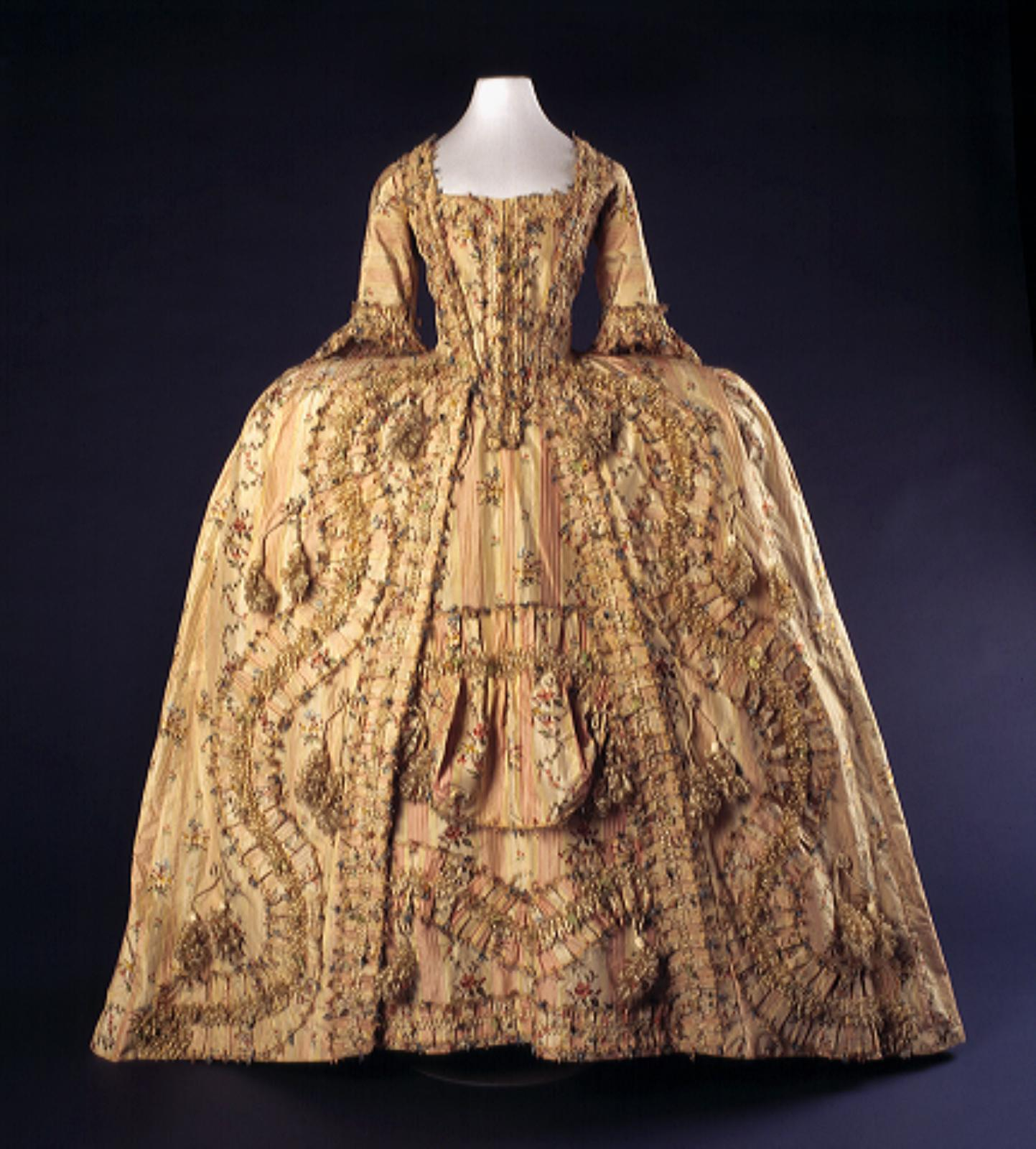
Платье à la francaise. 1740—1760 гг.
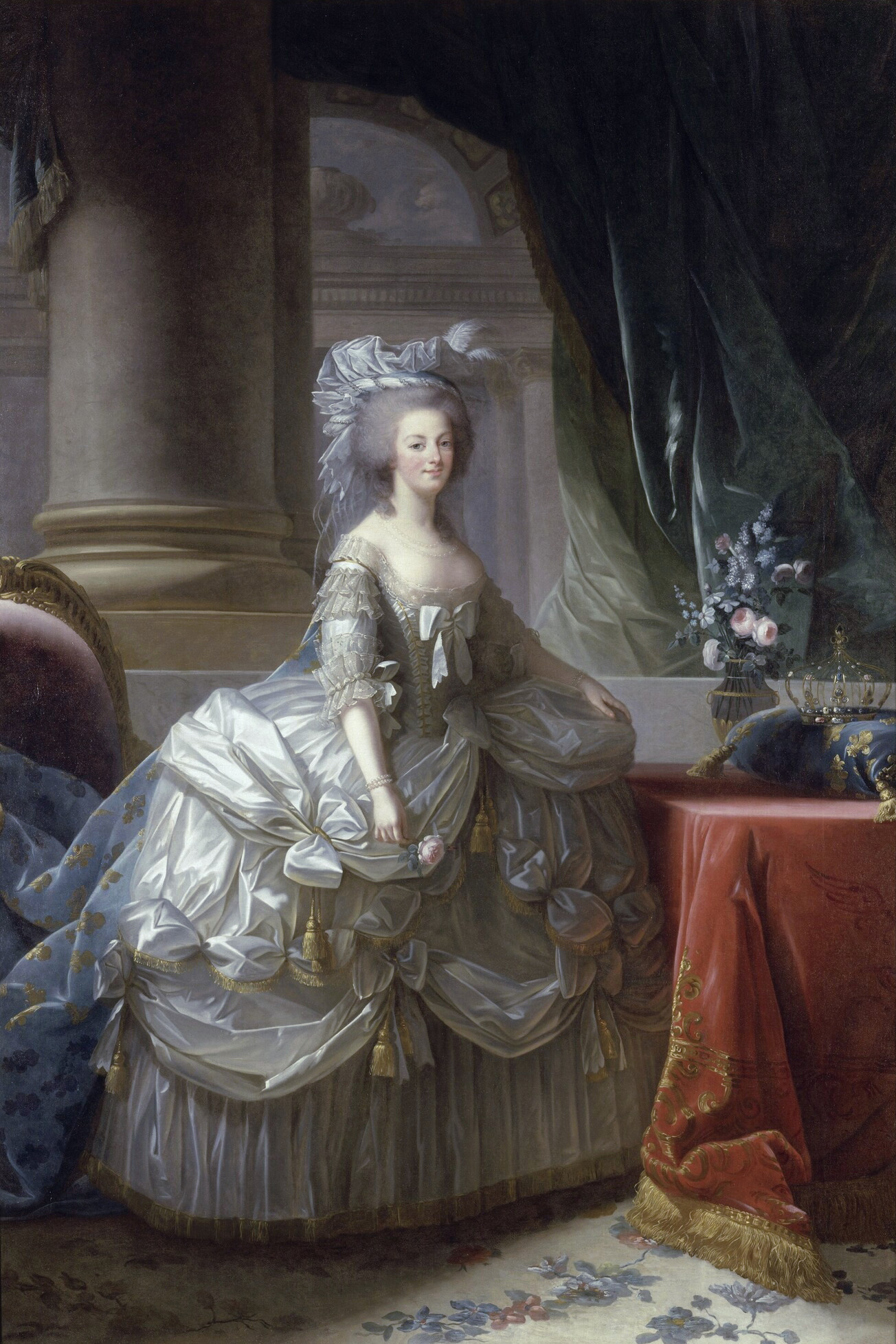
Элизабет Виже-Лебрен. Портрет Марии-Антуанетты в придворном платье. 1779. Юбка на широком каркасе-панье
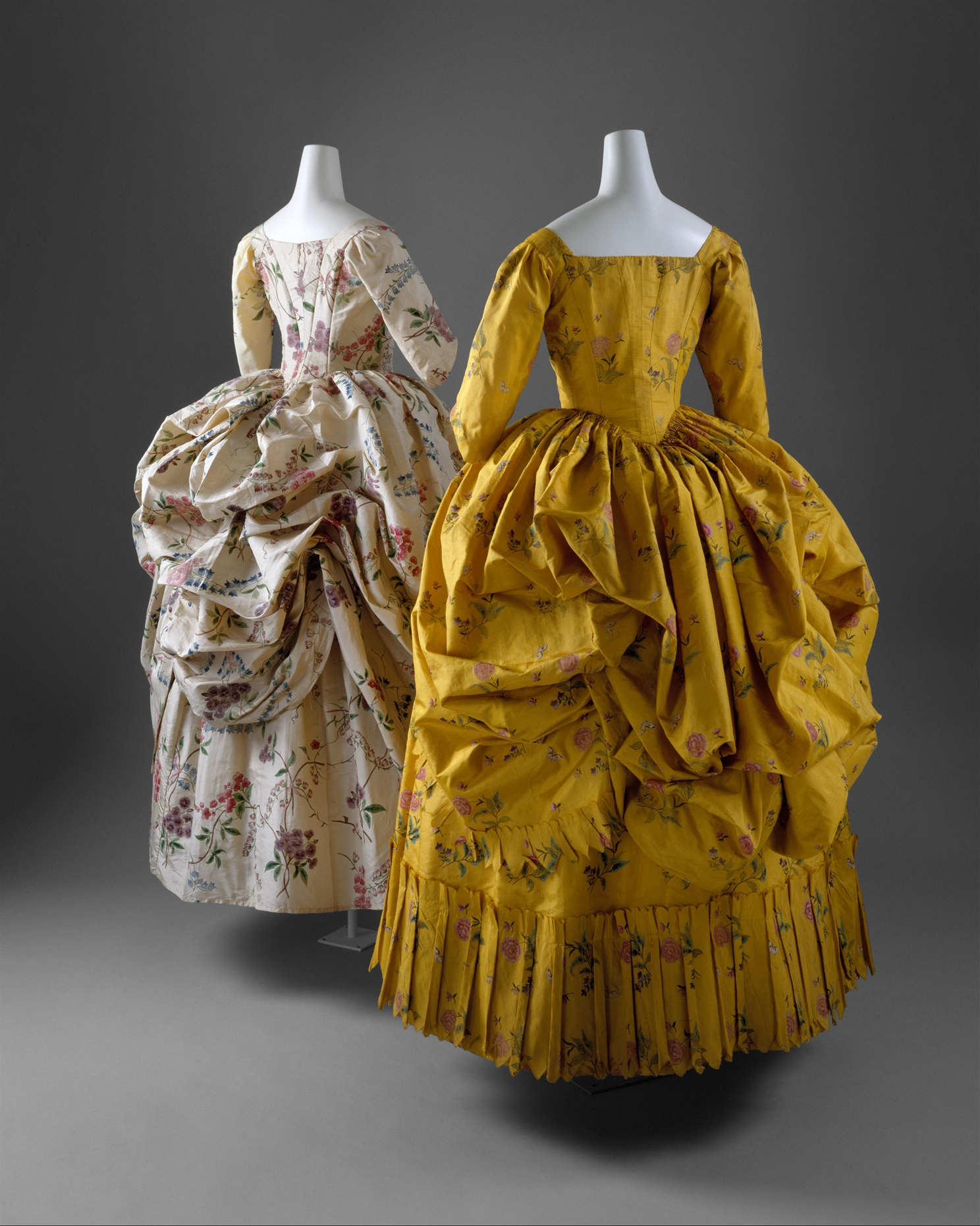
Полонез, 1780–1785 годы

### Последняя четверть XVIII века — Реставрация
Юбка без обруча снова появилась в эпоху рококо, но сначала в сценическом костюме. В 1734 году в Париже Мари Салле танцевала в балете «Пигмалион и Ариадна» в юбке из лёгкой прозрачной ткани, задрапированной как у древних. Французская столица не поняла нового направления — Салле была освистана, но на гастролях в Англии костюм был встречен публикой с одобрением. Уже в 1732 году в Лондоне было основано Общество любителей античности, члены которого носили одежду в древнегреческом и древнеримском вкусе. Однако настоящее увлечение античностью захватило Европу спустя несколько десятилетий. В последней четверти XVIII века берёт начало распространение стремления к «возвышенной простоте» в костюме. Иоганн Готфрид Гердер в 1778 году критиковал юбки на обручах и другие модные предметы одежды (перчатки, украшения из перьев для причёсок) за их вычурность, называя современную моду «недостойным явлением». Доктор Зёммеринг в 1788 году выступил против ношения корсетов. 
Образцом для подражания становится античность — и не только в одежде. Однако новая мода получила своё распространение изначально в Англии — в 1780-х годах костюм, более непринуждённый, чем французский, носил название à l’anglaise. 
Идея платья, подобного древнегреческому и древнеримскому — шмиза, туники из тонкого льна или муслина — с восторгом была принята женщинами, на долгие годы воцарился настоящий культ простоты по «старинным образцам». Уже в 1770—1780-х годах комфортное платье становится всё более популярным, а французское становится формальным костюмом, использующимся только при дворе, и переходит в разряд «немодных». Платье-рубашка из белой ткани с завышенной талией, подчёркнутой поясом-лентой, стало главным модным открытием 80-х годов. Так как фасон его повторял фасон нижней сорочки, оно считалось неприличным. Портрет Марии-Антуанетты в таком платье, написанный Виже-Лебрен, стал поводом для скандала на Салоне 1783 года, однако его фасон распространялся всё шире. Новую моду критиковали, указывая на то, что юбка с обручем более присуща скромной женщине, чем мягко спадающие драпировки, подчёркивающие все особенности фигуры — под платье-шмиз надевались лишь лёгкие нижние юбки, с ним не носили панталон.
Во время Великой французской революции, в 1793 году, Жак-Луи Давид разработал национальный костюм (и мужской и женский варианты) на базе античного. Врачи также протестовали против «нагой моды», считалось, что она явилась причиной множества смертей молодых женщин от простудных заболеваний. Тем не менее мода на шмиз с высоко поднятым поясом и юбкой со шлейфом, драпирующейся мягкими вертикальными складками, продержалась до второго десятилетия XIX века.
В период Первой империи (1804—1815) при дворе Наполеона сформировался стиль ампир, для которого характерны строгость и монументальность, основанные на классических античных формах. Наполеон лично следил за созданием придворного костюма, заказывая модели знаменитым художникам Изабе и Давиду, и разрабатывая строгий придворный этикет (так, шлейфы были разрешены только принцессам крови). По замыслу императора, его двор должен быть «лицом» Империи.
Увлечение античностью при разнообразии фасонов диктует единый силуэт — женская фигура должна быть подобна колонне, поэтому в обиход снова пришёл корсет. Дневные платья всё ещё имели шлейф, а вечерние, приспособленные для новых быстрых бальных танцев, шились уже без него. В 1804 году шмиз лишился шлейфа, а пояс опустился ниже, длина платья, ранее закрывавшего ноги полностью, теперь позволяла видеть туфли. После 1810 года юбка открыла ногу по щиколотку. Снова стали использоваться корсеты для создания модного силуэта наподобие колонны. Количество отделки костюма в целом и, более всего, юбки в области подола увеличилось. В 1819—1820 годах силуэт изменился: юбка стала узкой, а рукава, наоборот, увеличились в объёме, линия талии женского платья опустилась на пояс, лиф начал приталиваться.
В эпоху Реставрации, в 1820-х годах, пояс на женском платье снова опустился. Шлейф остался только в придворном костюме, теперь он не цельнокроенный с юбкой, а отдельная деталь. Во Франции с возрождением производства тканей, прежде всего дорогих, платья начали шить из бархата и тяжёлых шёлковых тканей. Подол юбки, как и рукава, расширился, подчёркивая узко стянутую корсетом талию. Самым популярным ещё остаётся белый цвет ткани — особенно во Франции, как геральдический цвет династии Бурбонов, также это был самый распространённый цвет бальных платьев. Увеличилось количество декоративных деталей, особенно щедро отделывался низ юбки: рядами рюшей или гирляндами из цветов, что создавало эффект дробности костюма и изменило его общие пропорции — теперь его силуэт не напоминал античную колонну, женщины казались меньше ростом. Дельфина де Жирарден так охарактеризовала перемены: «При Империи все женщины были красивы, этого нет больше в модах Реставрации».

### Романтизм, бидермейер

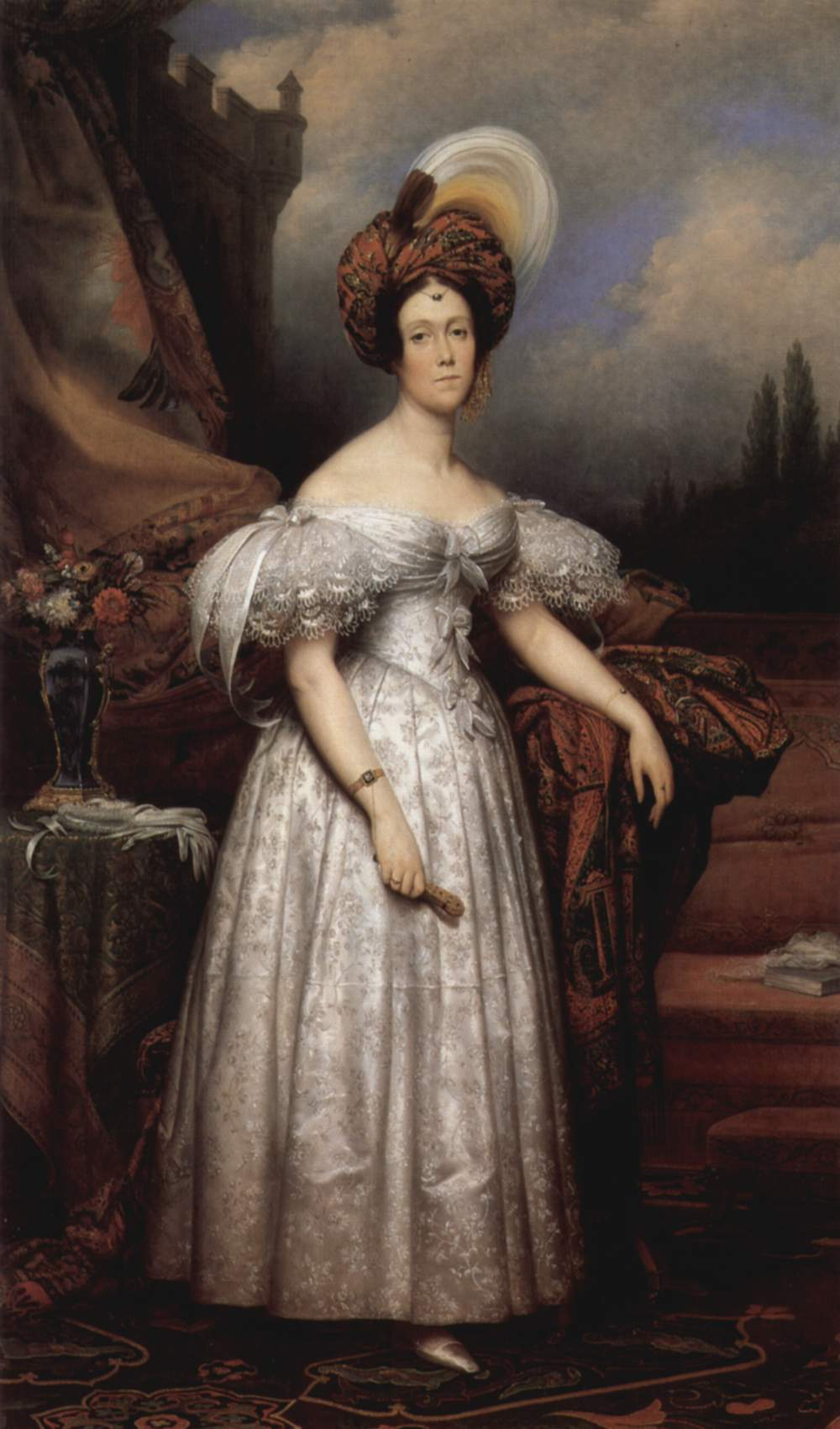
Маркиза де Бетизи, одетая в «восточном вкусе». 1833

Развитие промышленности, появление нового ткацкого оборудования, изобретение швейной машины привели к удешевлению производства одежды. Модные фасоны стали сменяться гораздо чаще, а модное платье из недорогих тканей становится доступным для более широких слоёв населения. Появляется женская блуза, что ведёт к бо́льшему разнообразию в костюме. На годы 1820—1840 пришлась эпоха романтизма, параллельно сосуществовавшего со стилем бидермейер. Наступило время так называемого «распада стилей», когда в искусстве (а вместе с ним и в моде) периодически происходит обращение то к одной, то к другой исторической эпохе или экзотическому направлению (ориентализм). Модные течения теперь формируются литературой и театром — любимыми развлечениями женщин из среды буржуазии, а не королевским двором. Юбка укорачивается и расширяется, при этом в середине 1830-х годов ширина подола внизу достигает ширины рукавов на уровне локтей, которые приобретают гигантские размеры (т. н. «жиго» («бараний окорок»). В своей кульминации силуэт женского платья этого десятилетия представляет собой треугольник (юбку), увенчанный ромбом (где его углы — рукава). Таким образом делается акцент на тонкой талии. В следующее десятилетие юбка удлиняется, расширяется, приобретая множество складок и щедро украшается воланами. Позднее она снова получает каркас из обручей, а мода на широкие рукава проходит. Вместе с тем наметилась тенденция к созданию удобной одежды для женщин, приспособленная для длительных путешествий: так, около 1830 года появилась первая юбка-брюки.

### Второе рококо
С 1840 года юбка по подолу отделывается широким воланом, поверх неё носили тюник из кисеи, тюля или другой лёгкой ткани длиной или выше или ниже колен. В 1842 году она уже подшивается двумя воланами, а в 1845 — тремя и более. Костюм с преобладанием горизонтальных членений получил новое ритмичное начало. Пышность юбке обеспечивал чехол изо льна, укреплённый конским волосом (crin «конский волос» + line «лён»), предложенный французским предпринимателем Удино. Снова, как в XVII—XVIII веках, возвратилась распашная юбка.
Так называемое «второе рококо» (1840—1870) ознаменовано появлением кринолина из металлических колец, создателем которого стал Чарльз Фредерик Уорт — модельер английского происхождения, основавший модный дом в Париже. Мода кринолинов неразрывно связана с его именем. Уорт понял направление развития современной моды и сумел завоевать расположение заказчиц из самой верхушки общества в том числе императрицы Евгении, преклонявшейся перед эпохой Марии-Антуанетты и бывшей законодательницей моды — после прихода к власти Наполеона III и появления императорского двора, Париж снова занимает место центра модной индустрии. Создавая наряды для императрицы, Уорт изобретательно использовал её увлечение XVIII столетием. До середины 1850-х годов пышность верхней юбки обеспечивали около шести-восьми нижних юбок с оборками, которые крахмалились для придания им жёсткости, поэтому платья были тяжёлыми. При расширявшихся книзу рукавах, узких в плечах и тонкой талии, женское платье в это время вписывалось в треугольник, где его нижняя сторона (уровень подола юбки) равнялась среднему росту женщины. Изготовление платья стало очень трудозатратным и материалоёмким — на женское платье уходило до 15 метров ткани. С 1859 года в обиход вошли кринолины на эластичных стальных обручах — современная версия райфрока, позволившая отказаться от массивных нижних юбок. Силуэт женского платья снова изменился: юбка расширилась, а рукава наоборот сузились. Женское платье стало лёгким, ноги уже не несли большой нагрузки, но в то же время кринолин очень стеснял: к даме в огромной юбке нельзя было подойти близко, ей было неудобно садиться в карету, проходить в дверной проём. Каркас из металлической проволоки становился причиной курьёзных случаев. Так, в 1859 году кринолин герцогини Манчестерской был задран вверх ветром. Эта неприятная особенность кринолинов сделала панталоны необходимым предметом в женском гардеробе. Иногда широкие платья становились причиной гибели женщин, неосторожно приближавшихся к открытому огню. Мода в который раз стала целью для карикатуристов — приключения с неудобным кринолином были одной из излюбленных тем сатирических журналов. У каркасов для юбки было множество противников, и в Америке в 1850-х годах предлагалось уменьшить их размер. Несмотря на это до 1867 года в женской моде царил объёмный кринолин. Достаточно долгий век кринолинов объясняется тем, что их промышленное производство было чрезвычайно выгодным.
В 1850-х годах, в связи с тем, что множество женщин стало пользоваться железнодорожным транспортом, возникла необходимость в приспособлении костюма для путешествий. Ч. Ф. Уорт предложил укорачивать верхнюю юбку, драпируя её с помощью специальных лент или пат, поднимавших её таким образом, что на четверть длины показывалась нижняя юбка. Это привело к моде на цветные нижние юбки. Приспособление просуществовало недолго, но пользовалось популярностью у женщин, несмотря на критику со стороны блюстителей нравов, считавших, что оно слишком высоко открывает ноги. Особенно актуальным вопрос утилитарности женской одежды стал для переселенцев в Америке, осваивавших Дикий Запад — Амелия Дженкс Блумер из Огайо около 1850 года предложила носить шаровары с туникой длиной до колен. Некоторые женщины оценили удобство нового костюма, названного в честь его создательницы «блумерским», который, в отличие от длинных юбок, не собирал грязь с земли и мостовой. Однако в целом общество не было готово к таким переменам в женской одежде, и широкие шаровары Блумер, собранные у щиколотки, которые скорее скрывали, чем открывали ноги, были многократно осмеяны в прессе, о них сочиняли сатирические песенки. Женщины, осмелившиеся надеть их, выставлялись мужеподобными злобными существами. В 1860-х годах американка Мэри Джонс снова обратилась к идее брюк для женщин, предложив их носить с блузой. Получив в ответ бурю возмущения, Джонс в качестве компромисса советовала надевать брюки под юбку-кринолин.
В середине века появляется также так называемое «эстетическое» или «художественное», его идея появилась в среде художников-прерафаэлитов, которые противопоставляли бездуховной современности идеалы прошлого (Средневековье, Древняя Греция и Древний Рим) и изображали своих героев в одежде, соответствующей той эпохе или отсылающей к национальному костюму. Современное платье, пропагандируемое участниками этого движения, а позднее, созданного под его влиянием общества «Искусства и ремёсла», было позаимствовано из прошлого: простой причёске соответствовали свободного покроя женское, не требующее корсета, с юбкой без каркаса и мужские блузы с бриджами. Материя для одежды была предпочтительно мягкая, красители для неё природными, приглушённых цветов (вместо получивших широкое распространение ярких анилиновых). В жизни сами прерафаэлиты и их последователи носили «эстетическое» платье в разных вариациях, однако широкого распространения оно не получило, оставаясь излюбленным лишь у представителей богемы, артистических кругов и аристократии, близкой к ним.
В 1866—1867 годах талия у платья смещается вверх, юбка, узкая в верхней части, без сборок и складок, плавно соединяется с лифом. Округлые формы платья сменяются прямыми линиями и углами, ткани для них используются тяжёлые, держащие форму, в целом женская фигура вытягивается по вертикали и кажется выше.

### 1870—1900 годы
Сезон 1867 года стал последним для юбок на кринолинах. Появилось платье (фр. princesse) — идея его была заимствована в XVIII веке (верхняя юбка, цельнокроенная с лифом, драпировалась на боках, имитируя панье), но получила новое развитие. В 1869 году чёткость линий снова сменилась господством округлых складок, возникающих из-за обилия ткани. В следующем десятилетии силуэт костюма сохранял тенденции, заложенные в конце 60-х годов. Основным приёмом декора выступала драпировка, главной частью юбки становится турнюр — подушка или каркас из проволоки или китового уса, расширяющий её сзади, сама юбка сузилась. Был придуман и складной турнюр, так называемый «хвост креветки». Идея турнюра иногда также приписывается Уорту, который однажды будто бы увидел женщину, подметавшую пол, с таким образом подобранной юбкой, что сзади образовались красиво ниспадающие складки. С 1873 года в моду вошли узкие длинные корсеты, придающие женской фигуре небольшой S-образный изгиб, лиф платья своей гладкой тканью контрастировал с юбкой, перегруженной отделкой, с драпированным и богато украшенным тюником и шлейфом. Линиям драпировки на юбке со шлейфом вторили формы дамских причёсок с высоко поднятыми волосами по бокам и локонами, падающими на затылок, среди которых один или два самых длинных завершали композицию, спускаясь на спину. Модные дома активно использовали для популяризации нового костюма известных актрис и дам полусвета, возможно поэтому новая форма юбки с турнюром по сравнению с ушедшим кринолином воспринималась как «неприличная». Вместе с новым силуэтом костюма изменялась и нижняя юбка. В обиход вошла нижняя юбка с оборкой «фру-фру», характерно шуршавшая при ходьбе. Для женского платья 70-х годов характерно сочетание нескольких (не менее трёх) цветов. Лиф и юбка шились из ткани одного цвета, тюник имел другой, в шлейфе объединялись ткани двух цветов, всё это декорировалось кружевом, плиссировкой, лентой, вышивкой также нескольких цветов. В 1874 году появляется лиф «кираса» с низкой талией — он был снабжён косточками, стягивал тело подобно корсету и визуально выпрямлял фигуру, делал её выше. «Кираса» вместе с турнюром и треном создавала «русалочий силуэт». Вместе с таким лифом носили платье «принцесс» или «полонез», под юбку которого подкладывалась совсем небольшая подушечка, либо турнюр вовсе отсутствовал. При этом юбка сильно обуживалась от талии почти до уровня колен. Изнутри лентами её полотнище стягивалось назад таким образом, что перёд становился плоским. Спереди юбка драпировалась различными способами, сзади драпировки завершались длинным шлейфом. Эти неудобные платья с массой декоративных деталей продержались в моде с 1878 по 1880 год.
Снова в моду турнюр вернулся в 1882 году в ещё более гипертрофированном виде — возможно, как реакция консервативной части общества на направление к изменению одежды в сторону большей функциональности, что связывалось в том числе и с движением за права женщин. Однако не все, судя по фотографиям той эпохи, носили большие турнюры. Так, турнюры не использовались в платьях для молодых девушек, а многие женщины довольствовались небольшими подкладками под юбку или просто драпировали складки сзади — такие подобия турнюров сохранялись до 1892 года. С распространением общественного транспорта в европейских городах популярность сохраняли платья с укороченными юбками. С 1880-х годов женская мода разделилась на два направления: консервативное, с тяготением к женственности и нефункциональности, и новаторское, для эмансипированных женщин, перенимающих элементы мужского костюма и ведущих активный образ жизни.
В Соединённых Штатах вопрос изменения женского костюма в сторону большего удобства и функциональности снова возник в первой половине 1870-х годов. Проблема активно обсуждалась в прессе, вышла книга «Одежда здоровья и красоты», в ней снова предлагалось, как и десятилетие назад использовать вместо нижних юбок шаровары и носить высокие сапоги. В Великобритании в 1882 году была создана организация Rational Dress Association, которую возглавили врачи. Её целью обозначалось создание костюма (и мужского, и женского), который бы не сковывал движений человека. Некоторое время спустя видной фигурой движения за реформу стала леди Хэбертон. Она предлагала либо заменить юбку шароварами, либо носить юбку-брюки из двух широких штанин. Rational Dress Association в 1885 году провела выставку, где экспонировались женские брючные костюмы. Вышла книга Евгении Изолани «Женщина в брюках», где автор обосновывала необходимость радикальных изменений женского платья. Однако все усилия сторонников рационального костюма наталкивались на упорное непонимание со стороны общества. 
С наступлением эпохи модерна (последнее десятилетие XIX века) женская мода снова изменилась. Турнюр исчез, юбка стала мягкой, облегающего силуэта с небольшим количеством складок на заднем полотнище. В 1893—1897 году происходит изменение силуэта в сторону большей пластичности линий: вместо узкого лифа женщины стали чаще носить блузки, в том числе сшитые по образу и подобию мужских рубашек — на смену французскому влиянию в моду пришло английское с его фиксацией на удобстве и функциональности. К блузке с небольшим напуском прилагалась очень длинная юбка прямого кроя. В 1894 году в употребление вошла юбка покроя «колокол», расклешённая. Тонкая талия всё ещё формируется корсетом, который придаёт фигуре изгиб в форме S с т. н. «прямым фронтом». 

### XX век — настоящее время
В 1910 году появляется так называемая «хромая юбка» — изобретение модного дома Пакен. Изначально это был костюм для сцены: актриса Сесиль Сорель выбрала эту модель, максимально зауженную на уровне щиколотки для одной из пьес. По ходу действия она долго стояла у колонны, а затем «самым элегантным образом» отходила от неё. Весь костюм должен был подчёркивать сходство женской фигуры с колонной. Вопреки тому, что юбка, рассчитанная на принятие эффектных статичных поз, была максимально неудобной для повседневной жизни, она через полусвет вошла в моду и продержалась с 1910 года до Первой мировой войны.

С началом войны в одежде женщин произошли значительные изменения. Некоторое время популярны были короткие, так называемые «военные кринолины», довольно высоко открывающие ногу, они продержались до 1920-х годов. Их варианты — юбки с нашитыми по бокам воланами. В целом же произошло упрощение костюма: многие женщины заменили мужчин, оставивших свои рабочие места, чтобы отправиться на фронт, в одежде главным образом стала цениться функциональность. В 1918—1919 годах произошло революционное изменение, подготовленное как предшествующими движениями за реформу костюма, так и изменением социальной роли женщины в обществе — юбка кардинально укоротилась. На первое место вышла утилитарность, стала цениться простота как в покрое, так и в декоре (то есть произошёл отказ от избыточности прошлых эпох). В моду вошёл образ «женщины-мальчика» с узкими бёдрами и небольшой грудью, с коротко остриженными волосами, которой более всего подходит свободное платье-рубашка. Костюм разделился на лиф и юбку, которая в 1928 году достигла минимальной длины по колено. Изменение длины юбки повлекло за собой повышенное внимание к ногам. Развернулось производство тонких шёлковых чулок, расширился ассортимент обувной промышленности.

## В национальных костюмах

### Мужской костюм
Из костюмов разных народов наиболее известная юбка — шотландский килт. Это традиционная одежда горцев-хайлендеров, жители равнинной Шотландии — лоулендеры килт не носили. Изначально у шотландцев килт представлял собой кусок ткани, full plaid, который оборачивали вокруг бёдер, закрепляя на поясе и перебрасывая свободный конец через плечо. Со временем килт разделили на собственно плед и юбку. Почти всегда килт шился из текстиля с орнаментом «тартан», по которому можно было определить, к какому клану принадлежит его обладатель или из какой он местности. В середине XVIII века, после Якобитского восстания (1745), когда англичане запретили национальный шотландский костюм, одежда переделывалась с тем, чтобы не нарушить закон. Так, из килтов создавалось некое подобие штанов. Оригинальные сочетания цветов тартанов были утрачены, они воссоздавались заново в XIX веке, вместе с возрождением движения национального романтизма с его интересом к прошлому народов, их культуре и истории. Современный килт имеет длину до колена, его заднее полотнище заложено складками.
В отличие от шотландского ирландский килт произошёл от рубахи, называемой лейне. Лейне имела большой вырез спереди и носилась под пояс. Во время работы верхнюю часть лейне спускали с плеч, и она оказывалась за спиной. В настоящее время в праздничный национальный костюм ирландца входит килт, обычно зелёного цвета (цвет трёхлистного клевера, эмблемы покровителя Ирландии Святого Патрика), который носят с пиджаком или мундиром, украшенным вышивкой. Несмотря на то, что килт не распространялся за пределами Шотландии и Ирландии, в последнее время его популярность растёт и у других народов, происходящих от кельтов, например, у валлийцев, у которых исторически не сложился мужской национальный костюм.
Отношение к юбке как предмету мужского гардероба в Европе меняется с большим трудом. Французский философ Жиль Липовецкий в своём труде «Империя эфемерного» в 1987 году писал о строгом кодексе исключения признаков женственности, которому следуют мужчины в отличие от женщин, позволяющих себе носить почти всё. Ношение мужчиной юбки рассматривалось как знак некоего извращения, порока. Табу на платья и помаду не подвергалось сомнению, лишь Жан-Поль Готье в 1985 году рискнул одеть мужчин в юбку-брюки, но, по мнению Липовецкого, это было не поиском в области мужской моды, а лишь рекламно-провокационным трюком. В том же 1985 году газета The New York Times сообщала, что в авангардистском южном Манхэттене мужчины уже несколько лет носили юбки поверх джинсов или леггинсов, и видела в этом влияние Вивьен Вествуд, нарядившей мужчин в 1977 году в килты поверх брюк. В своей работе «Мода и мораль» (1986) британский искусствовед Эйлин Рибейро резюмировала, что в современном мире женщина почти повсеместно может носить брюки, и никто не назовёт её на этом основании лесбиянкой. Однако мужчина, надевший что-либо из женского костюма или даже просто носящий вещи пастельных цветов, всегда подозревается в женоподобии. Почти через два десятилетия Рибейро утверждает, что западноевропейское общество всё ещё связывает юбку, надетую мужчиной (кроме предметов национальной одежды, например, килта), с отсутствием мужественности, недопустимым нарушением «нормы». В 2010 году французский историк Кристин Бар в «Политической истории брюк» отметила, что мужская юбка у Готье ассоциировалась с образом гея, но за прошедшее время постепенно становится гетеросексуальной. Бар считает, что если брюки приспособились к женскому роду, то и юбка тоже может стать одеждой для обоих полов, при этом она не игнорирует тот факт, что маскулинизирующаяся женщина обретает символическую власть и поднимается по иерархической лестнице, а мужчина в женской одежде сознательно теряет часть своей власти и приближается к женскому статусу.

### Женский костюм
В странах Северной Европы наиболее распространённым узором ткани для юбок и фартуков была полоска. Зачастую по цветам полос можно было определить, в какой местности живёт женщина. В Уэльсе носили две юбки: верхняя была из гладкокрашеной шерсти, её подол поднимался и крепился на поясе, открывая нижнюю полосатую фланелевую юбку. Фартуки были также из тканей в полоску. Шведские женщины носили однотонные юбки — либо поясную, либо юбку, подобную сарафану, — её заднее полотнище присобиралось на спинке, верхний срез пришивался к невысокому корсажу. Были распространены фартуки голубого цвета, фартуки с горизонтальными полосками, сочетание цветов которых диктовалось местными обычаями, к трауру полагалось носить жёлтый или белый фартук. Финки носили тёплые юбки из домотканой шерсти в вертикальную полоску с разнообразным сочетанием её цветов и размеров. Фартук был белым или полосатым. На востоке (где национальный финский костюм испытал влияние костюма карелов) юбки чёрного или синего цветов плиссировали. В старинном норвежском костюме юбки средней длины имели форму колокола: двойная или тройная юбка подшивалась держащей форму красной или зелёной каймой. Верхний срез располагался выше груди, на талии юбка удерживалась поясом. В Дании девушки носили зелёные, а женщины красные юбки, распространённый узор — клетка. Большие фартуки шились также из клетчатой ткани и украшались вышивкой. Праздничным материалом был шёлк. Юбки декорировали плиссировкой — этот старинный способ для фиксирования складок назывался в Дании «выпеканием». Древнейшая юбка южной Эстонии представляла собой несшитый кусок материала, дополненный сбоку платком «кюльерятт», фартук носили только замужние женщины. На севере Эстонии носили полосатые юбки, популярна была вертикальная полоса; на острове Муху — укороченные, декорированные на две трети своей высоты вышивкой, с фартуком из цветной шерсти; на острове Сааремаа — в форме колокола в широкую поперечную полосу, дополненные белым фартуком, украшенным кружевом. На севере Ярвамаа и Вирумаа традиционным было сочетание однотонной юбки с фартуком контрастного цвета. Непременным дополнением костюма был пояс с узором. Юбка в литовском женском костюме имела особенности в соответствии с местом проживания. Как правило, во всех областях Литвы орнамент длинной и широкой юбки (полоска или клетка) был крупнее, чем орнамент надеваемой с ней безрукавкой. Обязательным дополнением был фартук с тканым орнаментом и шерстяной бахромой.
Фламандки украшали подолы своих юбок из тёмных тканей оборками, валлонки носили светлые юбки без оборок, но по всей Бельгии активно использовались ткани в полоску.